# جاناتان المر
جاناتان المر (به انگلیسی: Jonathan Elmer) سناتور سابق عضو حزب فدرالیست (آمریکا) بود. وی در سال ۱۷۸۹ تا ۱۷۹۱ میلادی سناتور ایالت نیوجرسی در سنای ایالات متحده آمریکا بود.